# Pešadijske kasarne u Beogradskoj tvrđavi
Pešadijske kasarne u Beogradskoj tvrđavi bile su dva najstarija, zdanja iz perioda baroknog Beograda sagrađene u istočnoj polovini Gornjeg grada. Od ovih zdanja do danas su ostali samo temelji i ostaci zarušenih podruma, koji nisu detaljnije arheološki ni istraženi ni dokumentovani.

## Položaj
Obe kasarne, koje se u osnovi bile jednakog oblika i dimenzija, izgrađene su paralelno sa unutrašnjim kurtinama Severoistočnog i jugoistonog bedema, na odstojanju između 10 m i 15.m
Na središnjem prostoru ispred kasarni nalazila se zgrada „Glavne straže” (Haubt Wacht).

## Namena i kapacitet
Namena
Na sačuvanim planovima iz razdoblja austrijske vladavine dve gornjogradske građevine označene su kao pešadijske kasarne, na šta ukazuje organizacija prostora, sa etažnim vertikalnim segmentima, posebnim ulazima i stepeništima. Takođe ovakav tip građevine odgovara funkcionalnom tipu vojnih objekata koji su građeni prema pravilima maršala Vobana u 17. i 18. veku.
Kapacitet

Podaci o tome koliki je broj oficira i vojnika bio smešten u gornjogradskim kasarnama nisu do danas sačuvani. 
| „ | Neke računice bi se mogle izvesti za bolje poznatu kasarnu prema Severoistonom bedemu, gde se na oba sprata nalazilo po 16 soba za smeštaj vojnika. Slično je verovatno bilo i sa 10–12 odaja u prizemlju, dok su ostale mogle imati i drugu namenu – za kuhinju, ambulantu i slično. Budući da se u ono vreme računalo da u jednoj sobi treba da bude smešteno 12 vojnika, dobija se broj koji ukazuje na mogć}i kapacitet kasarne za smeštaj oko 500 ljudi. Ukoliko slično pretpostavimo i za susednu kasarnu, nećemo pogrešiti ako kažemo da je u Gornjem gradu u ta dva objekta bilo smešteno ukupno oko 1.000 vojnika. | ” |

## Istorija
Nakon Austrijsko-turskog rata (1716-1718), Habzburška imperija dolazi u posed Beograda (1717), i njegovog utvrđenja. Grad su Turci potpuno napustili, a doselili se žitelji Evrope sa raznih strana Austrijskog carstva. Među njima je bilo trgovaca i zanatlija, ratnih veterana i sirotinje koja se nadala boljem životu na ovom prostoru.
Ovaj trijumfalni osvajački zamah princa Eugena Savojskog, koji je bio je nastavak na prodor iz 1688. godine, do teritorija današnjeg Kosmeta, koji je svojim slomom rezultovao prvu Veliku seobu srpskog naroda (1690) na sever, na teritorije Habzburške monarhije. Austrijanci su dobili veliko pojačanje među Srbima u borbi protiv Osmanske imperije, ali se nisu mirili sa porazom i povlačenjem s Balkana. Naročito s gubitkom Beograda. Pobeda u novom ratu je bila prilika da se ostane duže i Beogradska varoš transformiše u grad po uzoru na neku zapadnu prestonicu, ne samo u vizuelnom i arhitektonskim smislu, već u širem obliku kroz transformaciji društva, načina života i stečenih navika stanovništva.
Prvim radovima na obnovi Beogradske tvrđave rukovodio je inženjerijski pukovnik De Bef, da bi ga 1718. nasledio major Nikola Suli. Zatim, 1719. godine, samo godinu dana posle rata na Siciliji, u kome je kao komandant Lorenskih kirasira učestvovao u odbrani teritorija dobijenih u Ratu za špansko nasleđe, u Beograd je došao švajcarski plemić, pukovnik Nikolas Doksat de Morez. On je psotavljen od strane Dvorskog ratnog saveta u Beču, 1723. godine za glavnog nadzornika radova na Beogradskoj tvrđavi, sa zadatkom da napravi planove za novo, savremeno utvrđenje koje će moći da se odbrani i od najžešćih napada neprijatelja. Po njegovim nacrtima izgrašen je Veliki Rimski bunar, dve pešadijske kasarne, zgrada „Glavne straže”, barutni magacin – kao prva barokna zdanja podignuta u Gornjem gradu Beogradske tvrđave.
Posle 20 godina naporne izgradnje baroknog habzburškog Beograda, dolazi do ponovnog rata između Austrije i Turske. Ulaskom Turaka u Beogradsku tvrđavu grad koliko je brzo bio obnavljan toliko je  brzo izgubio svoj barokni izgled, što pokazuje i činjenica da skoro nijedna građevina nije ostala očuvana ni u beogradskoj varoši (osim jedne kuće u Ulici cara Dušana 10).
Porušena su sva utvrđenja, bedemi koji su okruživali varoš, sve kuće višespratnice, kasarne a između ostalih i guvernerova palata i mitropolitska rezidencija. Ono što nisu odneli ratovi, zatro je nemaran odnos prema ovom vidu nasleđa.

## Arhitektura
O izgledu pešadijske kasarne u Beogradskoj tvrđavi može se saznati na osnovu ova dva dokumenta:
- Aksonometrijskog izgleda iz 1723. godine, sa prikazom ideje za nove bastione frontove oko gornjogradskog utvđenja, koji je bio deo projekta pukovnika Nikole Doksata de Moreza.[11][12]
- Detaljnog plan kasarne uz Severoistočni bedem sačinjenog u vreme kratkotrajne austrijske okupacije 1789–1790. godine, kada je ovo zdanje još bilo sačuvano, najverovatnije u svom izvornom obliku.[13]

### Kasarna uz Severoistočni bedem
Kasarna, paralelna sa severoistočnim bedemom Gornjeg grada, bila je izdužene pravougaone osnove, dimenzija 81,80 m x 13,50 m.  Sastojala se od ukopanog podruma, prizemlja i dve etaže.

#### Podrum
Podrum se nije nalazio ispod cele građevine, već samo na delovima ispod užih strana (severne i južne). Imao je jednako, odnosno simetrično rešenu osnovu na obe strane, sa unutrašnjm prostorom izdeljenim u četiri odaje, od kojih su tri bile zasvedene poluobličastim svodovima, dok je četvrta imala nešto složeniju konstrukciju sa lukovima, na koje su se oslanjali manji krstasti svodovi. Oba podruma, unutrašnje visine oko 2,40 m, u celosti su bila ispod ravni okolnog zemljišta, a prilazilo im se spoljnim stepeništima ukopanim ispred užih bočnih fasada.

#### Etaže
Unutrašnji prostor prizemlja i obasprata bio je jednako rešen. Na svakoj odovih etaža nalazilo se po 16 prostranih odaja, od kojih većina nije bila međusobno povezana u horizontalnoj ravni.
Glavna konstruktivna i funkcionalna podela postojala je po vertikali, sa osam posebnih međusobno nepovezanih segmenata sa sopstvenim ulazima – po tri sa obe duže strane i dva koja obuhvataju že bočne strane. Svaki od tih segmenata bio je jednako rešen u sva tri nivoa. Povezivalo ih je zidano stepenište koje je polazilo od posebnog ulaza sa spoljne strane.
Na svakoj etaži, razdeljenoj drvenim međuspratnim konstrukcijama, postojale su po dve sobe, kojima se prilazilo sa prostora pred stepeništem. Svih 48 soba, koje nisu međusobno povezane, imale su po dva prozora, i približno su jednake površine, oko 29–30 m2, i  visine od 2,50  m i 2,60 m.

#### Fasada
O obradi i izledu njenih fasada teško je govoriti na osnovu samo jednog crteža sa prikazom kasarne. Ipak uočava se da su etaže sa spoljne strane bile naznačene horizontalnim podeonim vencima, ali nema indicija da je postojala dekorativna obrada prozorskih otvora i portala.
Posmatrano u celini, kasarna uz Severoistočni bedem imala je ukupno 149 prozora i osam ulaza sa odgovarajućim stepeništima.

#### Materijalni ostaci
Turci su ovukasarnu samo delimično porušili i posle toga prilagodili svojim potrebama.  Posle predaje Beogradske vrđave Srbima, oronula građevina je potpuno srušena.

### Kasarna paralelna sa Jugoistočnim bedemom
Druga, istovremeno građena gornjogradska kasarna, bila je paralelna sa Jugoistočnim bedemom, a  prema dimenzijama i obliku osnove jednaka sa prvopisanom, mada se to samo pretpostavlja jer o ovom zdanju ima samo skromnih ostataka na terenu.
U Gornjem gradu, u neposredno u blizini Sahat kapije, na jugoistočnoj strani danas su vidljivi ostaci podruma kasarne, koja je porušena krajem 18. veka pššto su Turci ponovo zagospodarili tvrđavom.

#### Podrum
Kasarna je imala duboko ukopan podrum sa uže bočne strane, isti kao i kod susedne kasarne.

#### Etaže
Zgrada je osim prizemlja imala sprat i iznad njega još jednu mansardnu etažu. Unutrašnja organizaciji prostora je nepoznata jer ne postoje pouzdani podaci već samo neke pretpostavke.

Kako je pouzdano utvrđeno da su obe gornjogradske kasarne, bile jednake po dimenzijama i obliku osnove, smatra se da im je unutrašnji prostor bio sličan ili jednako rešen. 
| „ | Na ovakvu pretpostavku, takođe, navodi i izgled duže, južne fasade prema Jugoistočnom bedemu prikazan na jednom od crteža, gde se jasno uočavaju tri posebna ulaza. Na osnovu te pojave moglo bi se zaključiti da je unutrašnji prostor bio po vertikali podeljen posebnim stepeništima, kao i kod susedne, bolje poznate kasarne. Ne bi trebalo isključiti ni mogućnost da je i mansarda bila slično rešena kao i drugi sprat pomenutog zdanja. | ” |

#### Fasada
Kao kod prve kasarne i na ovoj zgradi paralelnoj sa Jugoistočnim bedemom postojao je horizontalni podeoni venac, ali, sudeći po pojavi ugaonih pilastara, moglo bi se zaključiti da je ovo zdanje imalo nešto dekorativnije obrađenu fasadu.

#### Materijalni ostaci
U Gornjem gradu Beogradske tvrđave, u neposredno u blizini Sahat kapije, na jugoistočnoj strani danas su vidljivi ostaci podruma kasarne, koja je porušena krajem 18. veka nakon što su Turci ponovo zagospodarili tvrđavom.

## Literatura
- R. Veselinović, Prodiranje austrijske trgovine u Beograd u drugoj polovini XVII veka, in: Oslobođenje gradova u Srbiji od Turaka 1862– 1867.god., Beograd 1970, 163–179.
- R. Veselinović, Ratovi Turske i Austrije 1683– 1717.godine, in: Istorija Beograda 1,ed. 1974,465–519
- R. Veselinović, Srbija pod austrijskom vlašću 1718 – 1739, in: Istorija srpskog naroda IV –1,ed. S. Gavrilovič, 1986,106–162.

## Spoljašnje veze
- Барокни Београд: преображаји 1717-1739.
- Барокни Београд – Како су Хабзбурзи замислили Београд